# Baker Street

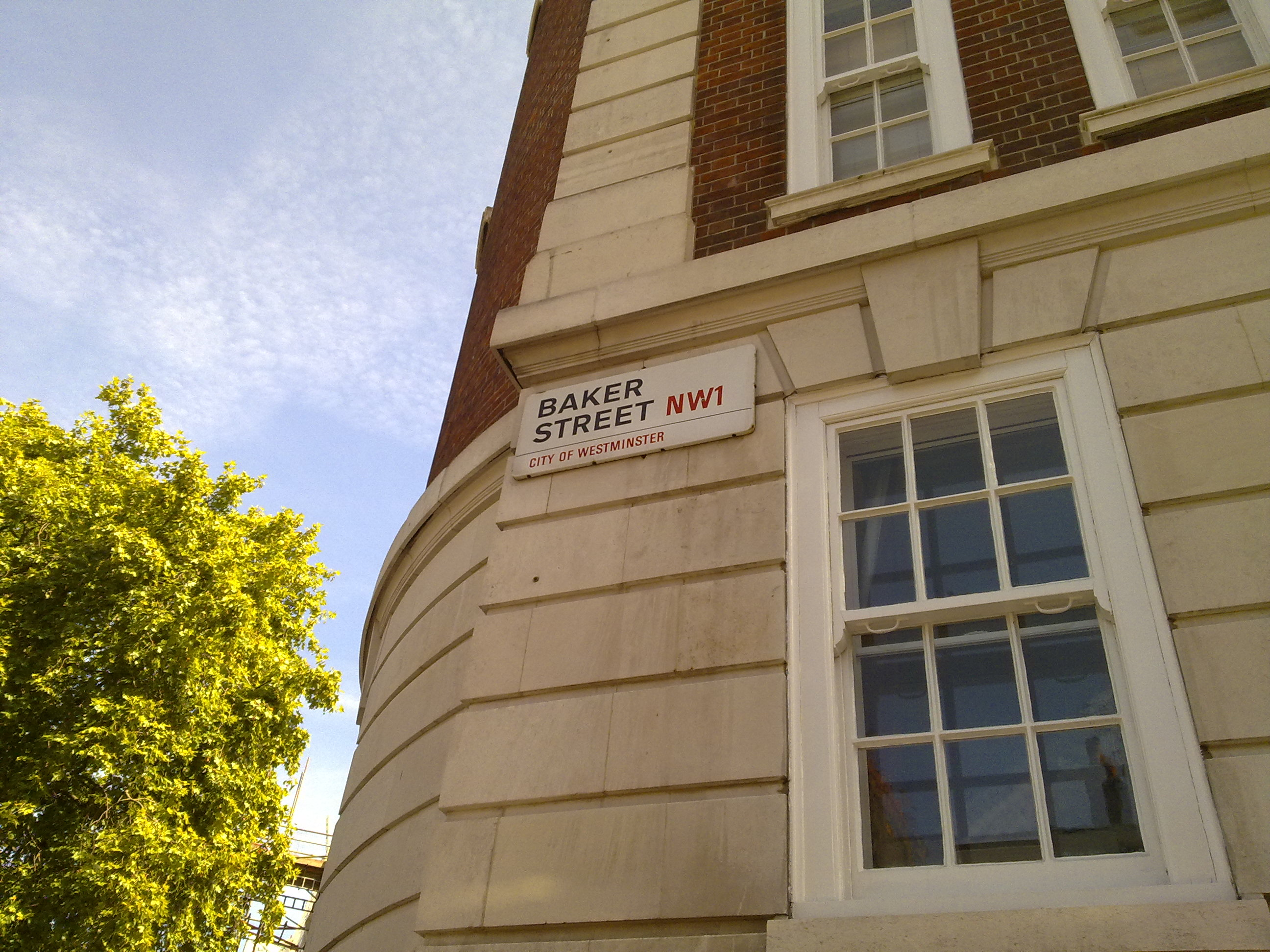
Baker Street

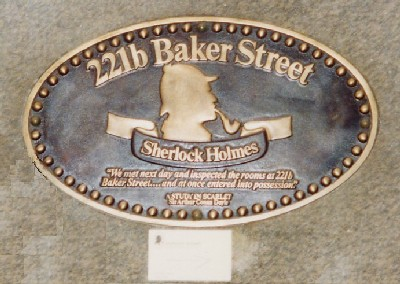
Minnesplakett över 221B Baker Street på Abbey Nationals tidigare huvudkontor, som sträcker sig från 219 till 229.

Baker Street är en gata i centrala London som sträcker sig från Regent's Park till Wigmore Street; gatan fortsätter under namnet Orchard Street till Oxford Street. 
På Baker Street fanns vaxkabinettet Madame Tussauds mellan 1835 och 1884.
Tunnelbanestation Baker Street är en knutpunkt för fem linjer: Bakerloo Line, Circle Line, Hammersmith & City Line, Metropolitan Line och Jubilee Line.

## I fiktion och populärkultur
Baker Street är framför allt känd som gatan där den fiktive detektiven Sherlock Holmes (skapad av skotten sir Arthur Conan Doyle) bor (nr 221B, en adress som inte existerade på Doyles tid). På nr 239 återfinns Sherlock Holmes Museum.
Gatan är också känd från Gerry Raffertys låt "Baker Street", som var en hit 1978.